# Залив (завод)
Судостроительный завод «Залив» имени Б. Е. Бутомы — судостроительный завод в Керчи. Является градообразующим предприятием в Керчи и одним из крупнейших судостроительных предприятий в Восточной Европе. Судостроительный завод «Залив» имеет две технологические линии постройки судов. Завод известен как строитель военных фрегатов. До 2014 года завод в основном строил корпуса сухогрузов и балкеров, выполнял заказы для буровых платформ и занимался судоремонтом. Расположен на берегу Керченского пролива, между двух морей — Чёрным и Азовским, в защищённой от восточных ветров бухте. Занимает площадь более 140 гектаров.
Из-за аннексии Крыма и вторжения России на Украину завод находится под международными санкциями стран Евросоюза, США, Великобритании и других стран.

## Мощности завода
Судостроительный завод «Залив» обладает всем необходимым оснащением и техническими возможностями, позволяющими выполнять комплекс судостроительных и судоремонтных работ на всех стадиях производственного цикла.
- Сухой док: длина — 360 м, ширина — 60 м, высота — 13,2 м. Док оборудован двумя кранами типа GOLIATH («Голиаф») грузоподъёмностью 320 т каждый, что даёт возможность формировать блоки массой более 600 тонн и пятью портальными кранами грузоподъёмностью 80 тонн каждый, которые обеспечивают производственный процесс. Сухой док можно разделить на две части, что позволяет использовать его как однокамерный для крупнотоннажных судов, либо как двухкамерный, обеспечивающий постройку (ремонт) судов на двух независимых позициях. Длина каждой камеры дока может быть изменена путём перестановки съёмного промежуточного затвора в любой из четырёх предусмотренных для этого специальных пазов.
- Два горизонтальных стапеля длиной 400 м с кранами: два по 80 тонн, три по 32 тонны и четыре по 16 тонн. Обе линии имеют общее спусковое устройство — поперечный слип, который обеспечивает спуск судов массой до 2500 тонн, где можно производить сборку судов DWT до 10000 тонн с ограничениями по ширине судна.
- Корпусообрабатывающее производство, которое включает в себя участки предварительной обработки и тепловой резки листового металла, а также участок гибки деталей. На заводе работает автоматизированная линия по предварительной обработке прокатного листа и профиля с нанесением предварительного защитного слоя. Резка металла осуществляется в автоматизированном режиме машинами термической плазменной резки «Suprarex» SXE-P2 5500 (скорость резки до 24 м/мин (0,4 м/с)) и плазменными машинами «Кристалл» и «Гранат». Производительная мощность корпусообрабатывающего цеха — 60 тысяч т стали в год.

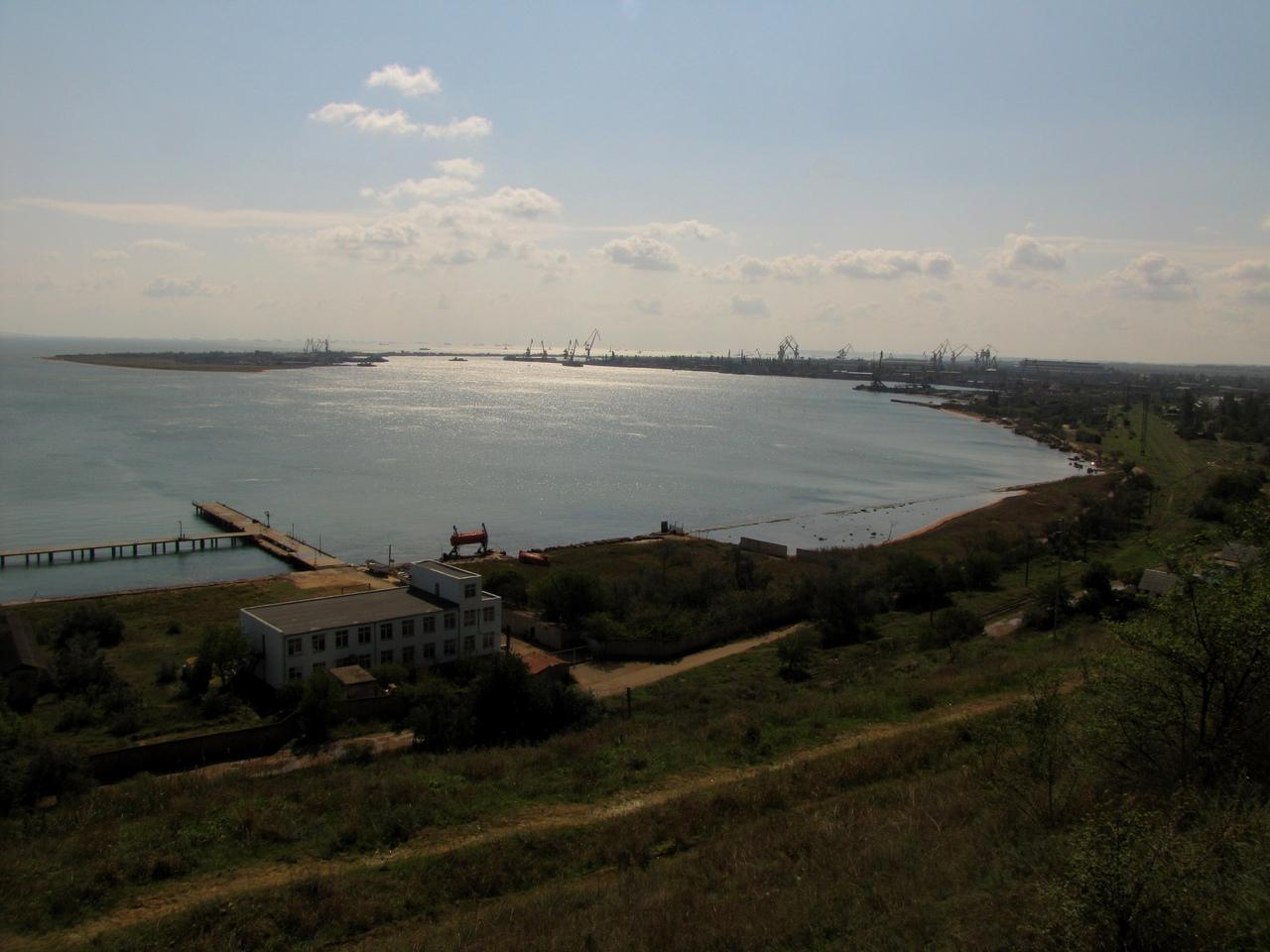
Судостроительный завод Залив, гавань, вид с севера. Слева — Камыш-Бурунская (Аршинцевская) коса

- Судостроительный завод Залив, гавань, вид с севера. Слева — Камыш-Бурунская (Аршинцевская) косаСборочно-сварочное производство оборудовано крановым оборудованием грузоподъёмностью до 200 тонн, а также линией сборки и сварки секций и блоков TTS (Норвегия). Линия обеспечивает производство панелей 12×18 м весом до 100 тонн, блоков корпуса 18×24 м весом до 300 тонн. Сборочно-сварочный цех завода имеет производительность 60 тысяч тонн металлоконструкций в год.
- Трубообрабатывающее производство: имеет всё необходимое оборудование для выполнения всех основных операций по изготовлению судовых трубопроводных систем (окрасочно-сушильную камеру, трубогибочный комплекс «Schwarze-Robitec» для гибки труб от 42 до 220 мм Ø, трубогибочную машину ТГСВ-1/2, оборудование для промывки труб и гидравлических систем, а также для проверки труб и арматуры гидравлики, участок гальваники, позволяющий производить горячее цинкование труб и других деталей погружением с производительностью до 1200 т/год).
- Машиностроительное производство «Залива» представлено механосборочным и ремонтно-механическим цехами. Мощности этих цехов позволяют обеспечить изготовление единичных изделий, деталей насыщения корпуса, узлов и деталей судового машиностроения, дельных вещей, инструмента и специальной технологической оснастки для судостроительных производств завода, оборудования помещений и прочего.
- Окрасочное производство включает полный комплект технологического оборудования, обеспечивающего выполнение требований к защите от коррозии на всех стадиях постройки судна на уровне мировых стандартов, применяя современные лакокрасочные материалы. Общая производительная мощность цеха составляет 41000 м² окрашенных поверхностей стандартных судовых конструкций.
- Достройка судов после спуска на воду производится на двух глубоководных причалах, оснащённых крановым оборудованием: два — по 32 тонны, один — 50 тонн и один — 80 тонн. Завод обладает необходимым оборудованием и профессиональными навыками для выполнения комплекса достроечных работ (монтаж оборудования, электрооборудования и электротрасс, судовых устройств и дельных вещей, выполнение изоляции и обшивки труб и корпуса, проведение контрольных испытаний отсеков и помещений на непроницаемость и герметичность, проведение швартовных и ходовых испытаний и другое).

## История

### Основание завода и его деятельность в советский период
Керченский судостроительный завод был основан в 1938 году как Камыш-Бурунский судоремонтный и судостроительный завод.
В советские годы завод занимался производством танкеров типа «Крым» и «Панамакс», военных фрегатов и нефтяных платформ. За период с 1945 по 1980 годы завод построил и сдал заказчикам 800 судов и кораблей.
В годы Великой Отечественной войны (1941—1945)
В 1941 году получил название Судостроительный завод № 532. В ноябре 1941 года завод эвакуирован в Тюмень и Пермь. В апреле 1944 года, после освобождения Керчи от немецко-фашистских захватчиков, начато восстановление завода и рабочих посёлков. Для обеспечения завода квалифицированными рабочими кадрами открыто ремесленное училище № 7. В 1945 году число работающих на заводе составляло около 100 человек, из них 12 коммунистов и 44 комсомольца.
В послевоенные годы (1945—1970)
В конце 1945 года завод вернулся к производственной деятельности и приступил к выполнению первых послевоенных заказов: постройке несамоходных сухогрузных барж грузоподъёмностью 250 т и грунтоотвозных шаланд. Параллельно велась работа по восстановлению заводских цехов.
1950 год — вступили в строй механический, трубомедницкий цеха, достроечная набережная.
1956 год — завод начал программу строительства рыболовецких ботов.
Начало 1960-х годов — на предприятии вводятся в эксплуатацию первый блок корпусных цехов с комплексно-механизированными линиями, новый стапель, оснащённый кранами от 16 до 80 тонн со слипом грузоподъёмностью две тысячи тонн.
В этот период завод приступил к реализации программы строительства нефтеналивных судов, первый танкер имел дедвейт 1,5 тысячи тонн[уточнить]. 30 марта 1964 года сдан головной нефтеналивной танкер «Баскунчак» водоизмещением 2850 тонн[уточнить], давший начало нефтеналивному танкеростроению[какому?] (в 1976 году на танкере произошёл пожар, в огне погибло 35 членов экипажа).
1965 год — начата коренная реконструкция существующих мощностей и строительство на их основе большого судостроительного комплекса с целью реализации планов по строительству крупнотоннажного флота.
1966 год — заводу присвоено наименование Керченский судостроительный завод «Залив».
1968 год — началось строительство сухого дока с установкой шести кранов грузоподъёмностью 80 тонн и двух — грузоподъёмностью 320 тонн, второго блока корпусных цехов. Началом строительства головного танкера «Керчь» завод приступает к постройке танкеров водоизмещением 22 тысячи тонн с раздельным спуском на воду носовой и кормовой частей судна, с последующей стыковкой корпуса на плаву.
1970—1990 годы
1971 год — в эксплуатацию вводится сухой док. 
Началась постройка головного заказа серии супертанкеров проекта 1511 «Крым». Супертанкер «Крым» — серия советских супертанкеров из шести паротурбоходов разработки ЦКБ «Балтсудопроект» 1973 года. Начало строительства — 1971 год, окончание — 1980 год. Для Керченского судостроительного завода этот проект стал одним из главных в его производственной биографии. Именно с постройки «Крыма» завод начал выпускать крупнотоннажные суда. Первое судно серии — «Крым» — было построено в рекордно короткие сроки; 9 апреля 1974 года танкер был спущен на воду, а 1 января 1975 года был приписан к Новороссийскому морскому пароходству.
- «Крым» — построен 01.1975, в 1975—1985 годах находился в составе Новороссийского морского пароходства, потом продан во Вьетнам. С 1989 года сменил название на «Chi Linh».
- «Кубань» — построен 01.1976, порт приписки Новороссийск (до 1992 года — Новороссийское морское пароходство).
- «Кавказ» — построен 01.1977, порт приписки Новороссийск.
- «Кузбасс» — построен 02.1978, порт приписки Новороссийск.
- «Кривбасс» — построен 04.1979, порт приписки Новороссийск, с 29.03.1993 — Мурманск (владелец — «Арктик-Сервис»).
- «Советская нефть» — построен 09.1980, порт приписки Новороссийск.

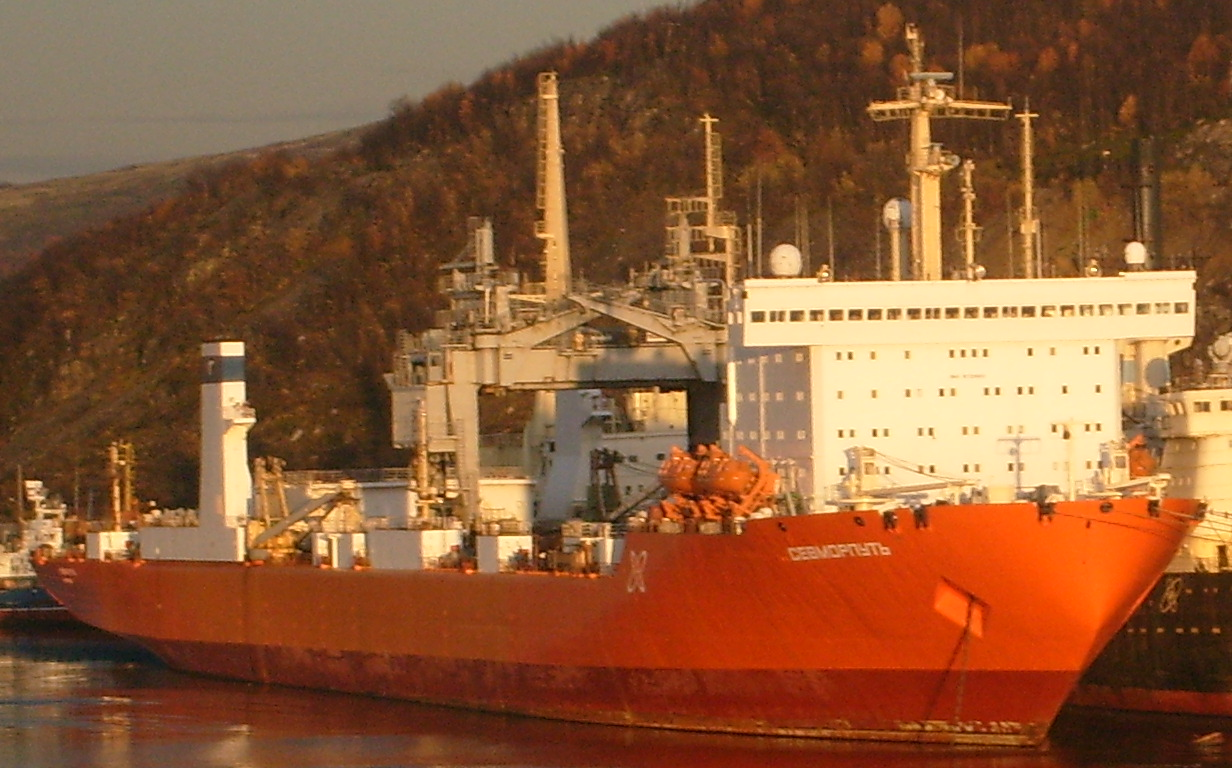
Ледокольно-транспортное судно (лихтеровоз) с атомной силовой установкой «Севморпуть»

1976 год — завод получает наименование Керченский судостроительный завод «Залив» имени Б. Е. Бутомы.
1980 год — в сухом доке заложен головной заказ серии танкеров типа «Победа», проект 12990, водоизмещением 84500 тонн. В 1981 году из дока выведен и спущен на воду первенец новой серии советских нефтеналивных судов — крупнотоннажный танкер «Победа». Впоследствии, успешно пройдя ходовые и другие виды испытаний, «самый чистый» танкер «Победа» отправился в порт постоянной приписки — Новороссийск. Это судно длиной 243 м, шириной более 32 м, высотой 18 м и водоизмещением 84,5 тысяч тонн имеет двойное дно и двойные борта, что исключает возможное загрязнение морской воды. Всего в период с 1981 по 1996 год керченские судостроители сдали 16 единиц судов этой серии; некоторые из них: «Маршал Василевский», «Генерал Тюленев», «Маршал Чуйков».
2 ноября 1984 года на заводе «Залив» было заложено первое в мире ледокольно-транспортное судно с атомной энергетической установкой — лихтеровоз-контейнеровоз «Севморпуть». 20 февраля 1986 года «Севморпуть» спущен на воду. Введён в строй в 1988 году. Судно предназначено для транспортировки грузов в лихтерах и контейнерах в отдалённые северные районы. Способно самостоятельно следовать во льдах, толщиной до одного метра.

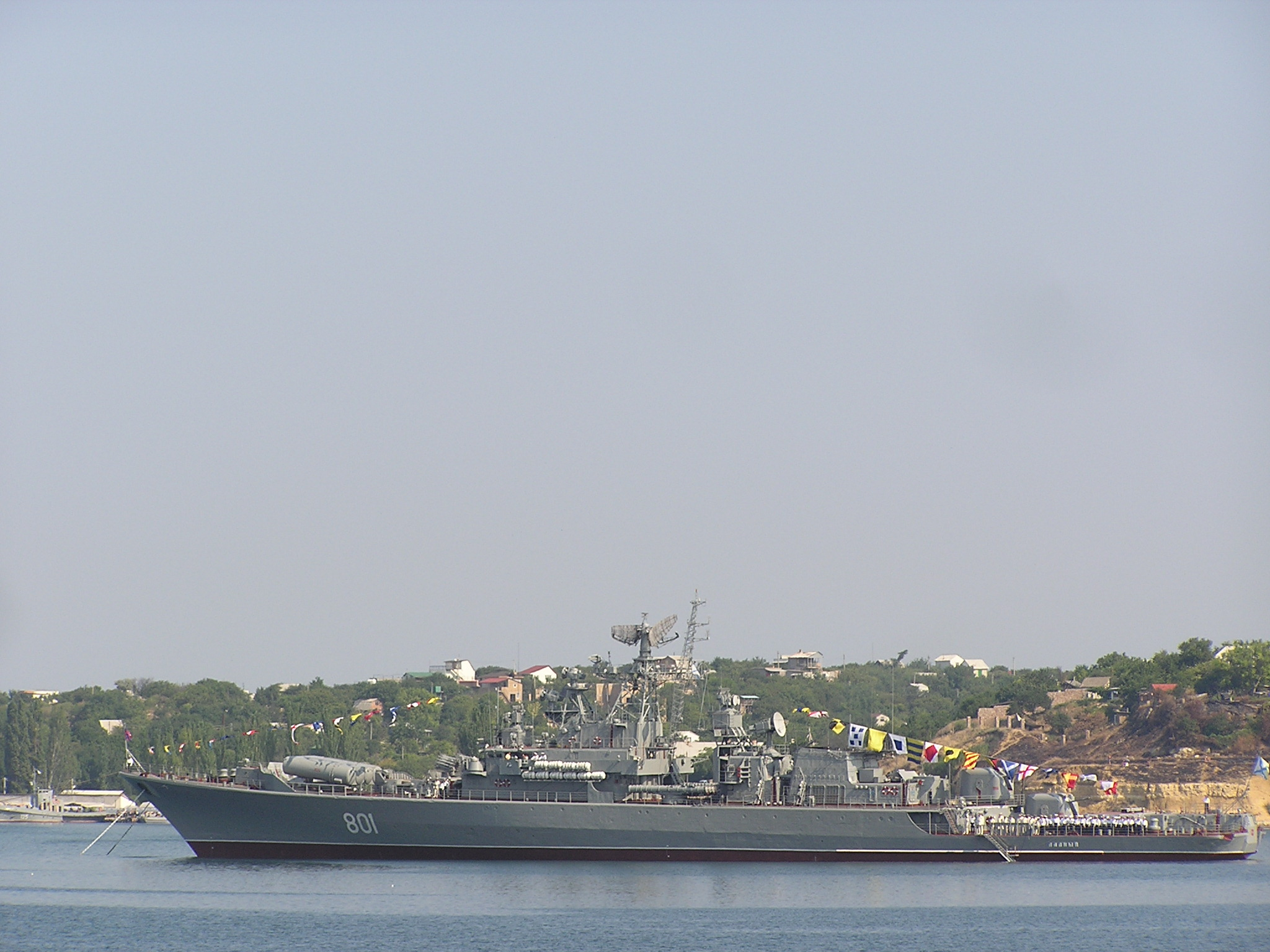
«Ладный» — сторожевой корабль проекта 1135

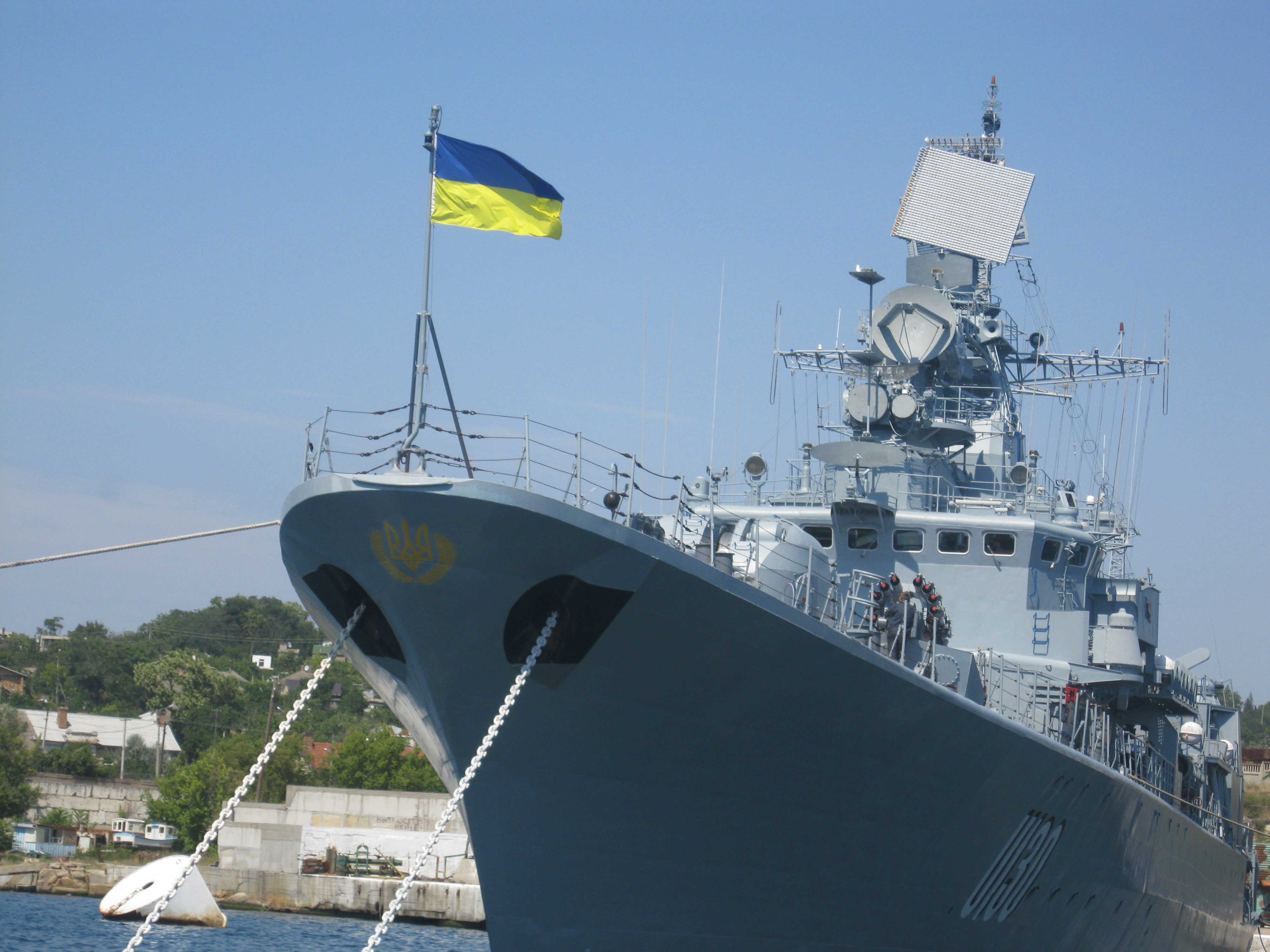
Флагман ВМС Украины фрегат «Гетман Сагайдачный» (закладывался как «Киров», пограничный сторожевой корабль проекта 11351)

В 1970—1992 годах на заводе было построено пятнадцать сторожевых кораблей проектов 1135 и 11351.
Проект 1135 (базовый проект «Буревестник»):
- «Достойный» — спущен на воду 8 мая 1971 года.
- «Доблестный» — спущен на воду 22 февраля 1973 года.
- «Деятельный» — спущен на воду 5 апреля 1975 года.
- «Беззаветный» — спущен на воду 7 мая 1977 года. СКР «Беззаветный» известен своим навалом на крейсер УРО ВМС США «Йорктаун» при вытеснении группы американских боевых кораблей из двенадцатимильной зоны СССР летом 1988 года.
- «Безукоризненный» — спущен на воду 3 июня 1979 года.
- «Ладный» — спущен на воду 7 мая 1980 года
- «Порывистый» — спущен на воду 16 мая 1981 года.

Проект 11351 (модификация пограничного сторожевого корабля «Нерей»):
- «Менжинский»;
- «Дзержинский»;
- «Юрий Андропов»;
- «Имени 70-летия ВЧК-КГБ»;
- «Имени 70-летия Погранвойск»;
- «Кедров»;
- «Воровский»;
- «Киров» (вошел в строй в ВМС Украины под названием «Гетман Сагайдачный»).

Кроме того, в рамках проекта 11351 «Нерей» 27 декабря 1992 года заложен и сторожевой корабль «Красный вымпел», но не был достроен и в 1995 году разобран.

### В период независимой Украины

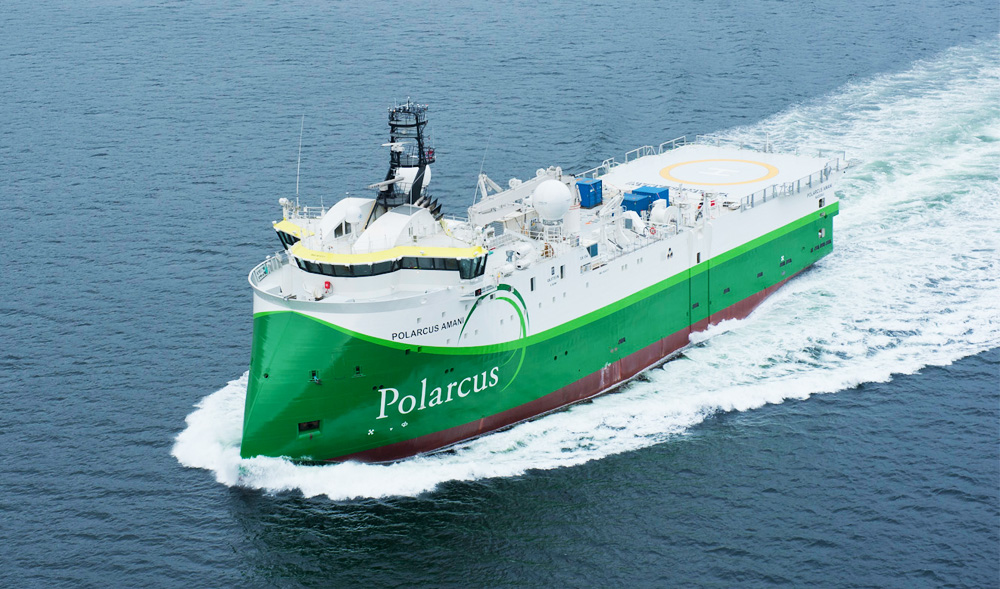
Судно для сейсмических исследований щельфа «Polarcus Adira» 2011 года постройки

Начиная с 1990-х годов, завод сократил производство и стал выступать в роли производителя корпусов гражданских судов без оборудования по заказам преимущественно Норвегии и Нидерландов.
В 1994 году заводу дают название ОАО «Судостроительный завод „Залив“».
За период с 1999 по 2014 годы завод произвёл 51 судно (суда обслуживания и снабжения офшорных нефтегазовых платформ, сухогрузы и контейнеровозы), плавучий док, газодобывающую платформу и секции танкеров-химовозов суммарным дедвейтом более 380 тыс. тонн; за этот же период был произведён ремонт более 100 судов (преимущественно балкеры).
В 2000 году завод был приватизирован, контрольный пакет акций предприятия приобрело ЗАО «Бринкфорд» (принадлежит украинскому политику и бизнесмену грузинского происхождения Давиду Жвания), за 1,5 миллиона долларов.
2004 год — объём производства предприятия вырос на 10 % — до 90,54 млн гривен, объём экспортных поставок достиг 89,8 % в общем объёме реализации, а использование мощностей завода увеличилось до 35,1 %. Однако год завод завершил с чистым убытком в размере 9,014 млн гривен, а его чистый доход от реализации составил 47,733 млн гривен. В этот период работники завода неоднократно обращались к руководству, требуя погасить долг по зарплате, а также направляли соответствующие иски в суды. К 1 июля 2005 года долг достиг 6,7 млн гривен.
В конце июня 2005 года Антимонопольный комитет Украины разрешил компании Fort Asset Management Ltd (Великобритания) приобрести пакет акций ОАО «Судостроительный завод „Залив“» в размере, обеспечивающем превышение 50 % голосов в высшем органе управления эмитента. На тот момент Fort Asset Management Ltd. (номинальный держатель — АКБ «Райффайзенбанк Украина») владел 22,01 % акций ОАО «Судостроительный завод „Залив“», 54,67 % акций завода принадлежало ЗАО «Бринкфорд» (Киев), 10 % — компании «Проминек» (Киев).
С 2006 года завод принадлежит Константину Жеваго и входит в ХК «АвтоКрАЗ». В этом году объёмы производства возросли в 2,3 раза — до 125,9 млн гривен; чистый доход от реализации продукции сократился в 1,9 раза — до 55,59 млн гривен, чистый убыток — в девять раз, до 2,2 млн грн.
В 2007 году завод подписывает контракт компанией Damen Shipyard Bergum и начинает строительство серии из десяти контейнеровозов 7200 DWT.
В 2011 году завод завершил постройку cудно «Polarcus Adira» по заказу норвежской компании «Ulstein». Судно стало седьмым, которое завод «Залив» построил в рамках сотрудничества с норвежской компанией.
В июле 2013 году завод подписал соглашение о покупке норвежских верфей Fosen и BMV, принадлежащих норвежской судостроительной компании Bergen Group ASA с образованием компании NorYards AS. Сделка была осуществлена между люксембургской компанией Calexco S.a.r.l., принадлежащей Жеваго, при этом доля «Залива» / Calexco в NorYards AS составила 51 %, Calexo также получила опцион на приобретение доли Bergen Group в NorYards AS.

### Деятельность завода после аннексии Крыма Россией

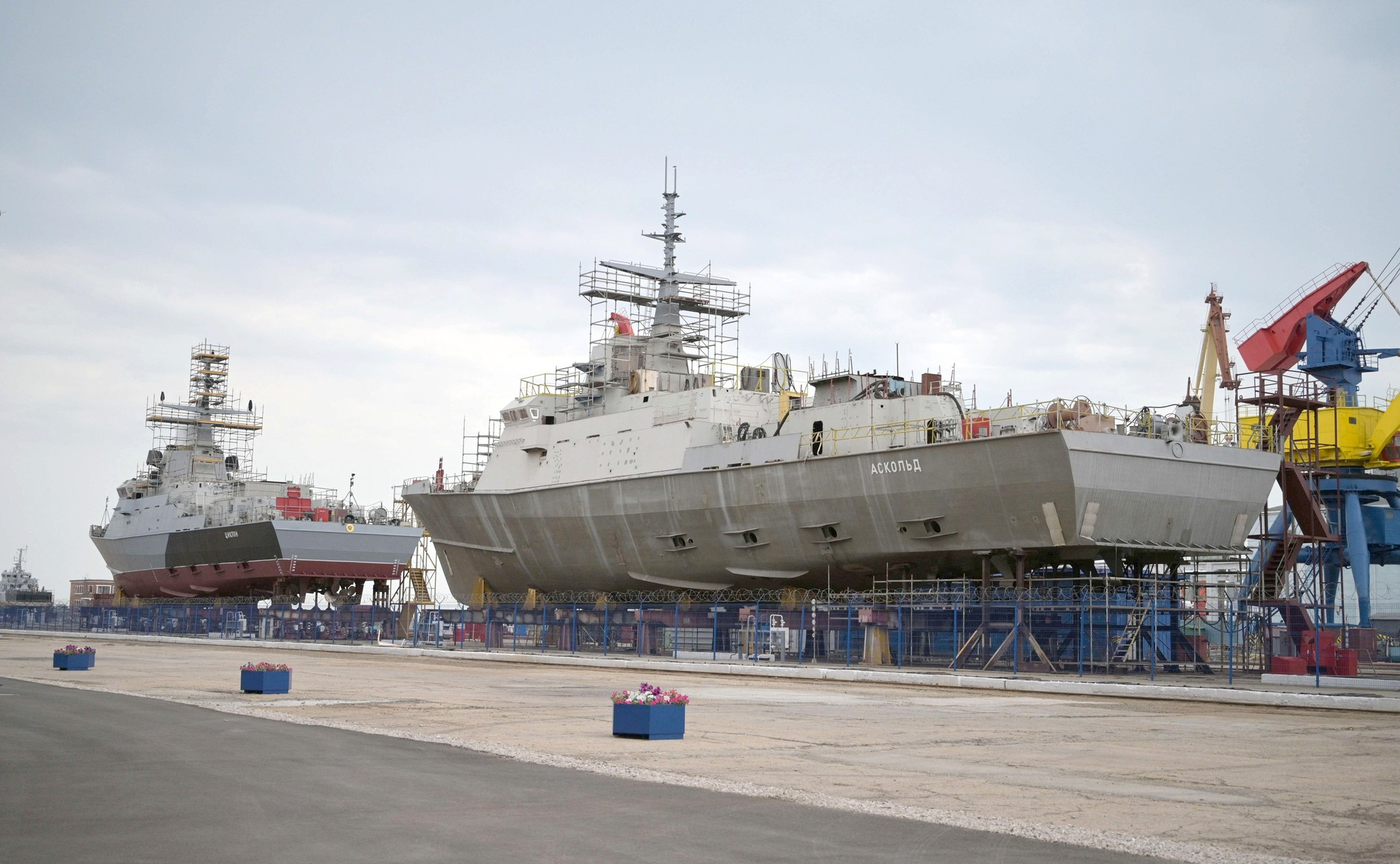
Ракетные корабли проекта 22800 на заводе «Залив» в Керчи

После российской аннексии Крыма (весна 2014) завод стал предметом конфликта.
Несмотря на то, что завод был перерегистрирован собственниками в РФ и работал по заказам по судоремонту от российских компаний, министр промышленной политики Крыма Андрей Скрынник 19 августа 2014 года заявил, что «Залив» простаивает и подконтрольное ему ведомство ведёт поиск заказчиков, при этом ситуация с заводом «находится на контроле у заместителя председателя правительства РФ Дмитрия Рогозина». Скрынник также заявил, что его министерством «ведутся переговоры с российскими инвесторами о выкупе завода», принадлежащего украинской ФПГ «Финансы и кредит», представители ФПГ в ответ заявили, что «этот актив слишком важен для собственника, и он не будет его продавать».
24 августа 2014 самооборона Крыма заблокировала доступ руководства предприятия на рабочие места, при этом, по сообщению руководства «Залива», в захвате заводоуправления принимали участие представители Зеленодольского судостроительного завода (РФ), часть людей, прибывших с самообороной, была представлена как новое руководство завода. Вскоре после захвата главный инженер Юрий Богомягков от имени инициативной группы потребовал от владельца «уйти с завода, вернув акции».
Деятельность завода
9 декабря 2015 года на заводе «Залив» прошла торжественная церемония по закладке памятной доски в основание будущего поисково-спасательного судна проекта А-163, который будет строиться на заводе.
24 апреля 2016 года на заводе введён в эксплуатацию блок корпусных цехов № 1, который не работал с 2011 года. С открытием блока завод приобрёл дополнительную площадь производственных мощностей в 21 000 м² со всем необходимым станочным и подъёмным оборудованием грузоподъёмной мощностью до 100 тонн.
26 июня 2016 года на заводе построен кислородный цех, на тот момент единственный в Крыму. Мощность — 300 кг в час, в сутки — 7200 кг чистого кислорода.
30 июня 2017 года на заводе «Залив» прошла торжественная церемония закладки малого гидрографического судна проекта 19910. На церемонии присутствовали заместитель председателя Правительства Российской Федерации Дмитрий Рогозин и Глава Республики Крым Сергей Аксёнов.
20 июля 2020 года на заводе «Залив» прошла торжественная церемония закладка двух универсальных десантных кораблей проекта 23900.
4 ноября 2023 года, во время российского вторжения на Украину, ВСУ нанесли удар ракетами SCALP по заводу. В ходе удара критические повреждения получило российское военное судно, малый ракетный корабль проекта 22800 «Аскольд», который готовился к передаче в состав российского флота.

#### Перечень построенных и строящихся в этот период кораблей
| Название              | Проект                                                        | Зав. № | Закладка    | Спуск на воду | Ввод в строй | Флот |
| --------------------- | ------------------------------------------------------------- | ------ | ----------- | ------------- | ------------ | ---- |
| Симферополь           | пассажирское судно проекта A145 (СПМ-150)                     | 701    | 05.09.2014  |               |              |      |
| Керчь                 | пассажирское судно проекта A145 (СПМ-150)                     | 702    | 05.09.2014  |               |              |      |
| —                     | пассажирское судно проекта A145 (СПМ-150)                     | 703    | нет данных  |               |              |      |
| —                     | Морские танкеры проекта 23131                                 | 301    | 26.12.2014  |               |              |      |
| —                     | Морские танкеры проекта 23131                                 | 302    | 26.12.2014  |               |              |      |
| Волга                 | Кабельные судна проекта 15310                                 | 301    | 06.01.2015  | 18.08.2021    |              | СФ   |
| Вятка                 | Кабельные судна проекта 15310                                 | 302    | 06.01.2015  | 18.08.2020    |              | ТОФ  |
| Спасатель Ильин       | Многофункциональные аварийно-спасательные суда проекта MPSV07 | 500    | 28.07.2015  | 21.02.2019    |              |      |
| —                     | Многофункциональные аварийно-спасательные суда проекта MPSV07 | 113    | 09.12.2015  |               |              |      |
| Павел Державин        | Патрульные корабли проекта 22160                              | 163    | 18.02.2016  | 21.02.2019    | 27.11.2020   | ЧФ   |
| Сергей Котов          | Патрульные корабли проекта 22160                              | 164    | 08.05.2016  | 29.01.2021    | 30.07.2022   | ЧФ   |
| Циклон                | Малые ракетные корабли проекта 22800                          | 256    | 26.07.2016  | 24.07.2020    | 12.07.2023   | ЧФ   |
| Аскольд               | Малые ракетные корабли проекта 22800                          | 802    | 18.11.2016  | 21.09.2021    |              | ЧФ   |
| Амур                  | Малые ракетные корабли проекта 22800                          | 803    | 30.07.2017  | 2021 (план)   |              |      |
| —                     | Малые гидрографические суда проекта 19910                     | 801    | 26.07.2016  |               |              |      |
| —                     | Малые гидрографические суда проекта 19910                     | 802    | 18.11.2016  |               |              |      |
| Амур                  | Малые гидрографические суда проекта 19910                     | 803    | 30.06.2017  |               |              |      |
| —                     | Малые гидрографические суда проекта 19910                     | 804    | начало 2017 |               |              |      |
| —                     | Малые гидрографические суда проекта 19910                     | 805    | начало 2017 |               |              |      |
| Петропавловск         | Автомобильные грузопассажирские паромы проекта СNF 22         |        | 16.03.2020  | 15.08.2021    |              |      |
| «Иван Рогов»          | Универсальные десантные корабли проекта 23900                 | 01901  | 20.07.2020  |               |              |      |
| «Митрофан Москаленко» | Универсальные десантные корабли проекта 23900                 | 01902  | 20.07.2020  |               |              |      |

## Санкции
1 сентября 2016 года «Залив» был внесён в санкционный список США.
30 июля 2018 года завод был включён в санкционный список Евросоюза из-за участия в строительстве Керченского моста. Евросоюз отмечает, что завод «Залив» «активно участвовал в строительстве новой железной дороги к Керченскому мосту, соединяющей Россию с незаконно аннексированным Крымским полуостровом. Поэтому компания поддерживает присоединение незаконно аннексированного Крымского полуострова к Российской Федерации, что, в свою очередь, подрывает территориальную целостность, суверенитет и независимость Украины».
15 марта 2019 года «Залив» попал под санкции Канады из-за «агрессивных действий» России в Чёрном море и Керченском проливе, а также из-за аннексии Крыма.
20 марта 2019 года внесён в санкционный список Украины.
После вторжения России на Украину в 2022 году Евросоюз ужесточил санкции; также к санкциям присоединилась Швейцария.